# Kościół Najświętszej Maryi Panny Matki Pocieszenia w Oławie
Kościół Najświętszej Maryi Panny Matki Pocieszenia, były Kościół Matki Bożej Pocieszenia w Oławie – rzymskokatolicki kościół parafialny w Oławie należący do parafii pw. Najświętszej Marii Panny Matki Pocieszenia w Oławie.

## Historia
Kościół pw. Matki Bożej Pocieszenia w Oławie pierwotnie nosił nazwę św. Błażeja i Andrzeja Świerada. Dekretem z 21 listopada 2000 został ustanowiony Sanktuarium.
W kościele znajdują się dwa obrazy Św. Tadeusz i Św. Mikołaj. Do niedawna znajdował się tutaj obraz Opłakiwanie, pochodzący z kościoła pw. Wniebowzięcia Najświętszej Marii Panny w Buczaczu, konserwowany w latach 1984–1985 w ASP (Kraków), jednak skradziony w 1990.

## Organy
Organy wybudowała firma Schlag & Söhne w 1888 roku jako opus 297. Instrument był przerabiany w okresie powojennym (m.in. zmieniono dyspozycję oraz spolszczono nazwy głosów). 
Dyspozycja instrumentu:
| Manuał I           | Manuał II             | Pedał                |
| ------------------ | --------------------- | -------------------- |
| 1. Pryncypał 8’    | 1. Flet leśny 2’      | 1. Oktawbas 4’       |
| 2. Gamba 8’        | 2. Siflet 1’          | 2. Mixtura 4 Chór    |
| 3. Burdon 16'      | 3. Gemshorn 8’        | 3. Pryncypał bas 16’ |
| 4. Holflet 8’      | 4. Viola 4’           | 4. Puzon 16’         |
| 5. Oktawa 2’       | 5. Aeolina 8’         | 5. Cello 8’          |
| 6. Trąbka 8’       | 6. Gedekt 8’          | 6. Oktawbas 8’       |
| 7. Oktawa 4’       | 7. Pryncypał 4’       | 7. Violino 2’        |
| 8. Szpicflet 4’    | 8. Trawersflet 4’     | 8. Subbas 16’        |
| 9. Kwinta 2 2/3-2’ | 9. Progresja 2-3Chór. | 9. Fletbas 8’        |
| 10. Mixtura 4 Chór | 10. Krummhorn 8'      |                      |
| 11. Kornet 2-3Chór |                       |                      |